# Coleophora agnatella
Coleophora agnatella là một loài bướm đêm thuộc họ Coleophoridae. Nó được tìm thấy ở Tây Ban Nha, Libya và Tunisia.